# Église de l'Ascension du Christ à Heinola
Pour les articles homonymes, voir Église de l'Ascension.
L'église de l'Ascension du Christ  (finnois : Heinolan Kristuksen taivaaseen astumisen kirkko) est une église orthodoxe construite à Heinola en Finlande,.

## Description
L'église de style carélien a été conçue par l'architecte Ernst Adolf Nordström.
L'iconostase de l'église est conçue par l'architecte Ivan Kudryavtsev 1986.
La conception de la rénovation intérieure de l'église est dirigée par l'architecte Ismo Kirmonen en 2005.
L'église est à l'origine consacrée comme salle de prière.
L'inauguration a été ordonnée par l'évêque Alexanderi le 6 décembre 1956.
Le bâtiment a été consacré comme église par le métropolite Jean (fi) le 31 août 1986.